# Simon Viktor

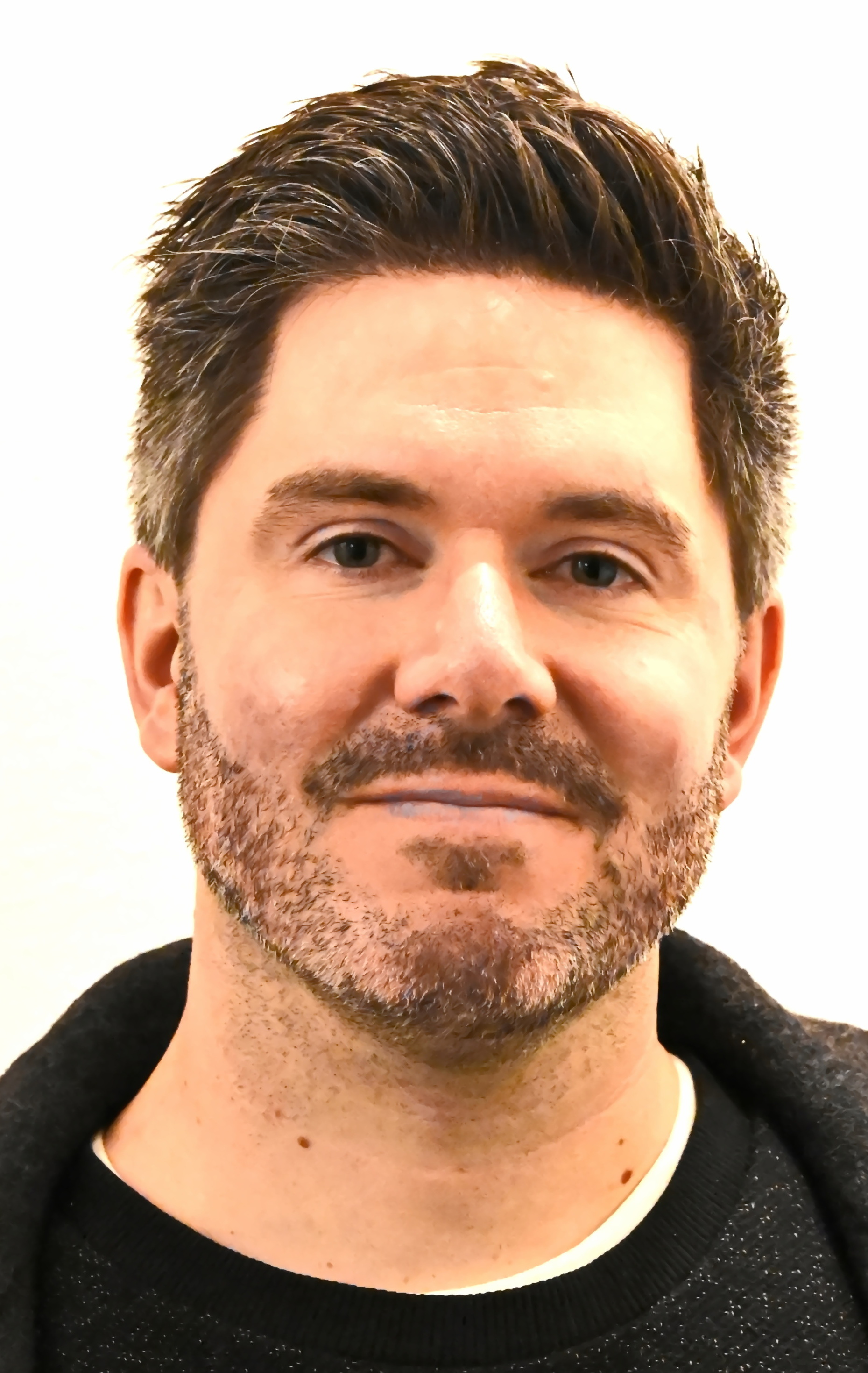
Simon Viktor

Simon Viktor (* 29. Oktober 1984 in Ebersberg) ist ein deutscher Autor, Musiker und Künstleragent.

## Leben und Wirken
Simon Viktor, aufgewachsen in Aßling in Oberbayern, ist der Sohn eines Tierarztes und einer Malerin. Nach dem Abitur studierte er Komposition und Tontechnik als Stipendiat an der Akademie Deutsche Pop (München) und schloss anschließend ein Magister-Studium der Philosophie, Neuere Deutsche Literatur sowie Politikwissenschaften an der Ludwig-Maximilians-Universität München ab.
Simon Viktor war Mitbegründer und Schlagzeuger mehrerer Bands, mit denen er durch Deutschland und Europa tourte (u. a. The Laramies, àlaSKA, Dancing Me & the Ska Machine).
Er schrieb als Autor für die Süddeutsche Zeitung und arbeitete als PR-Redakteur, bevor er in den Kulturbereich wechselte und als Künstleragent namhafte Künstler wie Helmut Schleich, Han’s Klaffl, Gankino Circus oder das österreichische Kabarett-Duo „BlöZinger“ betreute bzw. immer noch betreut. Zudem schreibt Simon Viktor als Fernsehautor für das Bayerische Fernsehen, teilweise spielt er in den von ihm geschriebenen Sendungen auch selbst kleine Rollen. Im August 2020 erschien in: Gegen Unendlich: Phantastische Geschichten 15 seine Kurzgeschichte „Elias“. Im Mai 2022 erschien Simon Viktors erster Roman: „Durch die Welt ein Riss“. Er handelt von dem bis heute schwersten Zugunglück im Nachkriegsdeutschland, dem Eisenbahnunfall von Aßling am vom 16. Juli 1945 in Viktors Heimatdorf.
Mittlerweile ist Viktor Teilhaber der seit 1998 bestehenden Künstleragentur „Büro Bachmeier“, die Künstler aus den Bereichen Kabarett, Comedy und Musik vertritt. Zudem betreibt er mit seiner Frau Leonie die Tanzschule „ichgehhopsen“, die sich auf die Swing-Tänze der 1920er- und 30er-Jahre spezialisiert hat.

## Fernsehsendungen
- 2017–2020: SchleichFernsehen
- 2019: Maibockanstich mit Django Asül
- seit 2018: Verleihung Bayerischer Kabarettpreis

## Veröffentlichungen

### Bücher
- 2019: Elias, Kurzgeschichte, in: Gegen unendlich, p.machinery Verlag, Winnert, ISBN 978-3-95765-172-3
- 2022: Durch die Welt ein Riss – Das Zugunglück von Aßling 1945 – Geschichte einer Tragödie, Roman, SüdOst-Verlag, ISBN 978-3-95587-799-6

### Audio-CDs
- 2007: àlaSKA – same, Bumblebeat Records
- 2009: àlaSKA – Polaroid Polarbear, Bumblebeat Records, LC 15900, EAN: 9120024952978
- 2014: Dancing Me & the Ska Machine – Rise Of The Machine, recordJET
- 2016: Dancing Me & the Ska Machine – 13 Songs To Hear Before You Die, recordJET, LC 05699